# Aranmanoth
Aranmanoth (agosto en fráncico antiguo, en realidad: aranmânôth) es una novela escrita por Ana María Matute en el año 2000. Pertenece al género fantástico en la misma línea que Olvidado Rey Gudú, también de la autora española.

## Argumento
La persecución de un sueño imposible y el ansia de libertad.
En esta novela los dos protagonistas, Aranmanoth y Windumanoth, desean cumplir el sueño que ella tiene desde niña de regresar al lugar de donde procede y en el que cuando era más niña vivía con sus dos hermanas y con su padre. Este lugar al que denominan como el sur es descrito como un lugar muy bello y cálido donde nacen múltiples flores y viñedos de uvas muy similares a los cabellos de Windumanoth. Durante casi todo el libro los dos protagonistas, ella sobre todo, desean estar en esa mágica tierra y al final de la novela emprenden un viaje desesperado y sin un rumbo fijo para encontrarla preguntando a todo el mundo hacia donde podrían dirigir.
Como temas secundarios se podrían citar los siguientes:
El matrimonio concertado: podemos ver como Windumanoth se convierte en la esposa de Orso sin siquiera conocerle y teniendo apenas nueve o diez años mientras que Orso tiene ya un hijo de esa edad.
El amor: a pesar de que Windumanoth es la esposa del padre de Aranmanoth estos se enamoran y huyen juntos en busca de la tierra que ella anhela volver a pisar.
El vasallaje de la Edad Media: podemos ver como en todo momento Orso hace caso a lo que el conde dice pues su familia le debe vasallaje a este.
La guerra: el ejército del Conde con Orso entre sus filas arrasa las tierras de los campesinos matando a todo aquel que se interponga en su camino.
La naturaleza: los dos protagonistas pasan el tiempo que están en el castillo de Orso en los bosques y huertas de alrededor escuchando o leyendo lo que los árboles y plantas les dicen.

## Estilo literario
Aranmanoth puede considerarse una fábula o un cuento mágico tanto por su extensión como por la forma en que propone el planteamiento de la novela. Matute, con un estilo dulce y enfocado siempre en la experiencia vital de los dos niños, va desgranando las pasiones propias de una persona en el proceso de la infancia a la prepubertad así como la reacción de los dos personajes ante la miseria y el horror propios de la Edad Media. Las características excepcionales de los niños aporta una perspectiva más a la ya clásica  cuestión de la intolerancia y el rechazo al que es diferente.
- Datos: Q5405967